# Affaire Pierre-Étienne Albert
L'affaire Pierre-Étienne Albert est une affaire judiciaire mettant en cause Pierre-Étienne Albert, membre de la communauté des Béatitudes condamné par la justice pour avoir agressé sexuellement 40 enfants entre 1985 et 2000 en ce qui concerne les faits non prescrits. 
Il est condamné à 5 ans de prison en décembre 2011 dans un premier jugement concernant 38 enfants. 
En 2015, il est à nouveau condamné avec confusion des peines pour une agression sexuelle commise sur une jeune fille de 12 ans, et en 2025 pour des faits commis sur un garçon de 9 ans.

## Historique
Pierre-Étienne Albert est né à Mazamet (Tarn) le 15 avril 1951. Il enseigne la musique. Souhaitant guérir de sa toxicomanie, il fait un séjour en 1975 à Cordes-sur-Ciel dans la communauté des Béatitudes dont il devient membre à l'âge de 25 ans. Ses fonctions de compositeur et de chantre lui donnent l'occasion de se déplacer dans les différents centres de la communauté,.
L'une de ses victimes d'attouchement sexuel, Solweig Ély, qui avait 9 ans au moment des faits en en 1989, livre les modes opératoires par lesquels elle a été manipulée, la faisant culpabiliser par l'imposition du sentiment que c'était de sa faute : « C'était vraiment avancé de telle manière que les gestes d'amour entre frères et sœurs sont des choses normales… C'est Dieu qui le demande… Donc si moi j'étais mal à l'aise vis-à-vis de ça voulait dire que j'était pas une une bonne chrétienne… », il entrait dans sa chambre le soir, plusieurs mois durant, où « il me présentait les choses comme quoi il y avait des gestes normaux entre gens qui s'aimaient… Qu'il était la main de Dieu qui me faisait part de son amour. » Son emprise psychologique avait une force telle qu'il n'a pas eu besoin de la contraindre physiquement. Elle publie en 2011 un livre témoignage : Le silence et la honte. L'année d'après, elle écrit une lettre où elle pardonne son agresseur et la lui envoie en y joignant son livre. Elle exprime sa démarche comme « la dernière étape d'une reconstruction intérieure qui passe par la sérénité et cette sérénité passait par cette expression du pardon à celui qui m'a fait le plus de mal ».
Une première plainte est déposée à Avranches, en 2001, à la suite d’un signalement de l'aide sociale à l'enfance. L'instruction conduit à un non-lieu pour prescription concernant une victime et incompétence territoriale pour une quinzaine d'autres victimes.

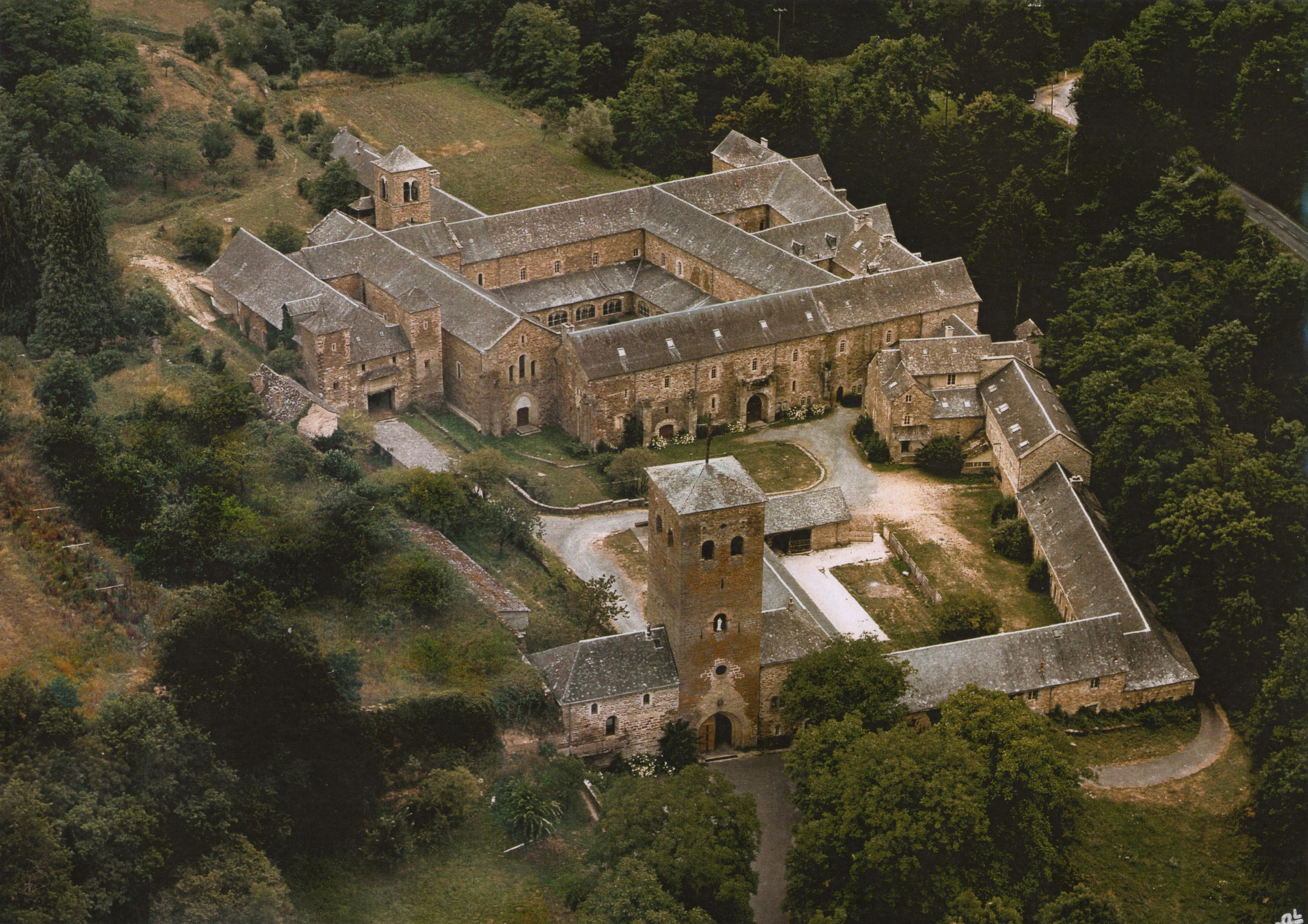
Abbaye Notre-Dame de Bonnecombe.

Murielle Gauthier intègre la communauté des Béatitudes, avec sa famille, en 2000, au sein de l'Abbaye Notre-Dame de Bonnecombe à Comps-la-Grand-Ville située dans l'Aveyron. Côtoyant le frère Pierre-Étienne Albert, elle se doute de son comportement à l'égard des enfants et lui demande de se confier. Ce qu'il fait rapidement en relatant, par écrit, ses agressions et le nom des victimes. En août 2007, elle contacte le procureur d'Albi pour l'informer des agissements du frère. À la suite de cette dénonciation, la communauté se scinde à l'abbaye Notre-Dame de Bonnecombe, Murielle et quelques proches ont dénoncé, outre les agressions du frère pédophile, des dérives sectaires de la communauté des Béatitudes. Se sentant mis à l'écart par la communauté, ils donnent leur démission de celle-ci en 2009. 
En février 2008, Pierre-Étienne Albert reconnaît publiquement, dans l'émission Devoir d'enquête diffusée sur la Radio-télévision belge de la Communauté française, avoir abusé sexuellement de plusieurs enfants : « Je l'ai fait pour les victimes, pour mes victimes pour qu'elles soient reconnues comme victimes mais aussi pour la paix de ma conscience ». Il reconnaît le rôle joué par Murielle Gauthier : « elle m'a fait prendre conscience que mes victimes avaient besoin que je reconnaisse mes actes. »
Pierre-Étienne Albert est mis en examen le 5 février 2008.

### Procès de 2011
Pendant son procès en 2011, il indique avoir abusé sexuellement de 57 enfants dont il donne les noms. Il reconnaît des attouchements, des caresses et des baisers. Toutefois, certains faits étant prescrits, il est seulement jugé pour 38 agressions sexuelles sur des enfants, filles et garçons, âgés de 5 à 14 ans, entre 1985 et 2000.
La connaissance des agressions par les responsables de la communauté est évoquée lors du procès. Pierre-Étienne Albert indique s'être confié à eux. Or ces derniers, Gérard Croissant, Philippe Madre, Fernand Sanchez et François-Xavier Wallays, n'ont pas dénoncé les faits à la justice. Lors de l'audience, l'ancien modérateur général Philippe Madre déclare découvrir la nature des actes commis par cet ancien frère sur sa propre fille. Le président du tribunal, s'exprimant sur leurs témoignages, évoque un « festival de la patate chaude ». Mais ils ne sont pas poursuivis pour non-dénonciation d’atteintes sexuelles les faits étant prescrits les concernant,,.

### Procès de 2015 et 2025
En octobre 2015, Pierre-Étienne Albert comparait de nouveau devant la justice. Une nouvelle victime qui s'est fait connaître affirme qu'il l'a agressée sexuellement alors qu'elle avait 12 ans en 1996. Pierre-Étienne Albert reconnaît les faits : « ce que j'ai fait est monstrueux ». Il est condamné à trois mois de prison avec confusion des peines et au dédommagement de la victime à hauteur de 2 000 euros. 
En mars 2025, il est à nouveau condamné par la justice à un an de prison avec confusion des peines pour des agressions sexuelles commises en 1990 sur un garçon de 9 ans, affaire dans laquelle il ne reconnaît pas les faits.

## À voir